# 比克韦勒
比克韦勒是德国莱茵兰-普法尔茨州的一个市镇。总面积4.99平方公里，总人口744人，其中男性394人，女性350人（2011年12月31日），人口密度149人/平方公里。